# Ponta do Sol

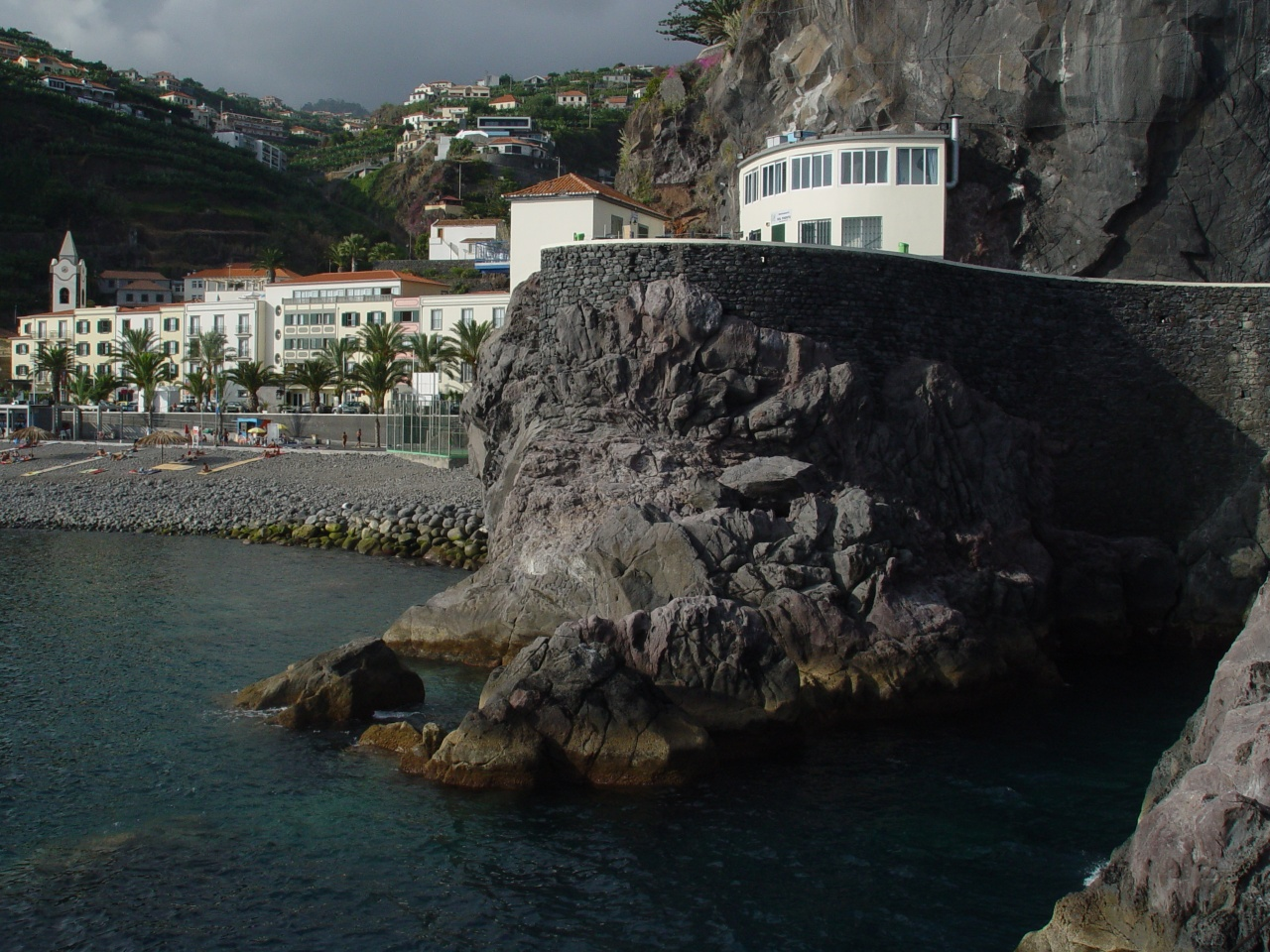
Ponta do Sol.

Ponta do Sol (portugués para punta del Sol) es una ciudad en la isla de Madeira, cuya población es de 8125 habitantes (2001).

## Población
| Población del municipio de Ponta do Sol (1849 – 2004) | Población del municipio de Ponta do Sol (1849 – 2004) | Población del municipio de Ponta do Sol (1849 – 2004) | Población del municipio de Ponta do Sol (1849 – 2004) | Población del municipio de Ponta do Sol (1849 – 2004) | Población del municipio de Ponta do Sol (1849 – 2004) | Población del municipio de Ponta do Sol (1849 – 2004) | Población del municipio de Ponta do Sol (1849 – 2004) |
| 1849                                                  | 1900                                                  | 1930                                                  | 1960                                                  | 1981                                                  | 1991                                                  | 2001                                                  | 2004                                                  |
| ----------------------------------------------------- | ----------------------------------------------------- | ----------------------------------------------------- | ----------------------------------------------------- | ----------------------------------------------------- | ----------------------------------------------------- | ----------------------------------------------------- | ----------------------------------------------------- |
| 15350                                                 | 19019                                                 | 13296                                                 | 13829                                                 | 9149                                                  | 8756                                                  | 8125                                                  | 8189                                                  |

## Geografía
| Noroeste: Porto Moniz | Norte: São Vicente    | Nordeste            |
| Oeste: Calheta        |                       | Este: Ribeira Brava |
| Sureste: Calheta      | Sur: Océano Atlántico |                     |

### Organización territorial
Las 3 parroquias de incluyen:
| Parroquia       | Población | Área     | Densidad  | Altitud                         | Localización                          |
| --------------- | --------- | -------- | --------- | ------------------------------- | ------------------------------------- |
| Canhas          | 3214      | 13.3 km² | 241.7/km² | 0 m s. n. m. (Océano Atlántico) | 32.6833 (32°40') N 17.11667 (17°7') W |
| Madalena do Mar | 687       | 2.3 km²  | 298.7/km² | 0 m s. n. m. (Océano Atlántico) | 32.6833 (32°41') N 17.133 (17°8') W   |
| Ponta do Sol    | 4224      | 28.2 km² | 149.8/km² | 0 m s. n. m. (Océano Atlántico) | 32.667 (32°40') N 17.1 (17°6') W      |